# Kalevi Kotkas

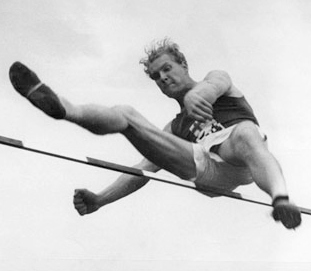
Kalevi Kotkas

Kalevi Kotkas (* 10. August 1913 in Tallinn; † 24. August 1983 in Vantaa, Finnland) war ein finnischer Leichtathlet.
Kotkas, der bei einer Körpergröße von 1,94 m ein Wettkampfgewicht von 100 kg aufwies, war in zwei Disziplinen Weltklasse, im Hochsprung und im Diskuswurf, was eine ziemlich ungewöhnliche Kombination darstellt.

## Olympische Spiele
Bei den Olympischen Spielen 1932 in Los Angeles belegte er mit 45,87 m Platz 7 im Diskuswurf. Vier Jahre später bei den Olympischen Spielen 1936 in Berlin überstand er mit dem Diskus die Qualifikation nicht. Im Hochsprung gewann Cornelius Johnson USA Gold mit olympischem Rekord von 2,03 m. Kotkas übersprang 2,00 m wie die beiden US-Amerikaner Dave Albritton und Delos Thurber. Im Stechen übersprang Albritton 1,97 m und Thurber 1,95 m, während Kotkas bei beiden Höhen scheiterte. Somit belegte er Platz 4.

## Europameisterschaften
Bei den ersten Leichtathletik-Europameisterschaften 1934 wurde Kotkas 10. im Diskuswurf. Im Hochsprung wurde er mit 2,00 m Europameister. Bei den Europameisterschaften 1938 wurde Kotkas im Diskuswurf Vierter mit 48,63 m und neun Zentimetern Rückstand auf Bronze. Im kurz darauf ausgetragenen Wettbewerb im Hochsprung gewann Kotkas mit 1,94 m Silber hinter dem Schweden Kurt Lundqvist mit 1,97 m.

## Bestleistungen
- Hochsprung 2,04 m
- Diskuswurf 51,27 m